# Paul David Sirba

Bischofswappen von Paul David Sirba

Paul David Sirba (* 2. September 1960 in Minneapolis; † 1. Dezember 2019 in Duluth, Minnesota) war ein US-amerikanischer römisch-katholischer Geistlicher und Bischof von Duluth.

## Leben
Paul David Sirba empfing nach seiner Ausbildung am St. Paul Seminar in St. Paul am 31. Mai 1986 die Priesterweihe für das Erzbistum Saint Paul and Minneapolis. Er war in der Seelsorge tätig und wurde 2009 Generalvikar.
Papst Benedikt XVI. ernannte ihn am 15. Oktober 2009 zum Bischof von Duluth. Der Erzbischof von Saint Paul and Minneapolis, John Clayton Nienstedt, spendete ihm am 14. Dezember desselben Jahres die Bischofsweihe; Mitkonsekratoren waren Peter Forsyth Christensen, Bischof von Superior, sowie der Weihbischof in Saint Paul and Minneapolis, Lee Anthony Piché.